# Полянський Степан Іванович

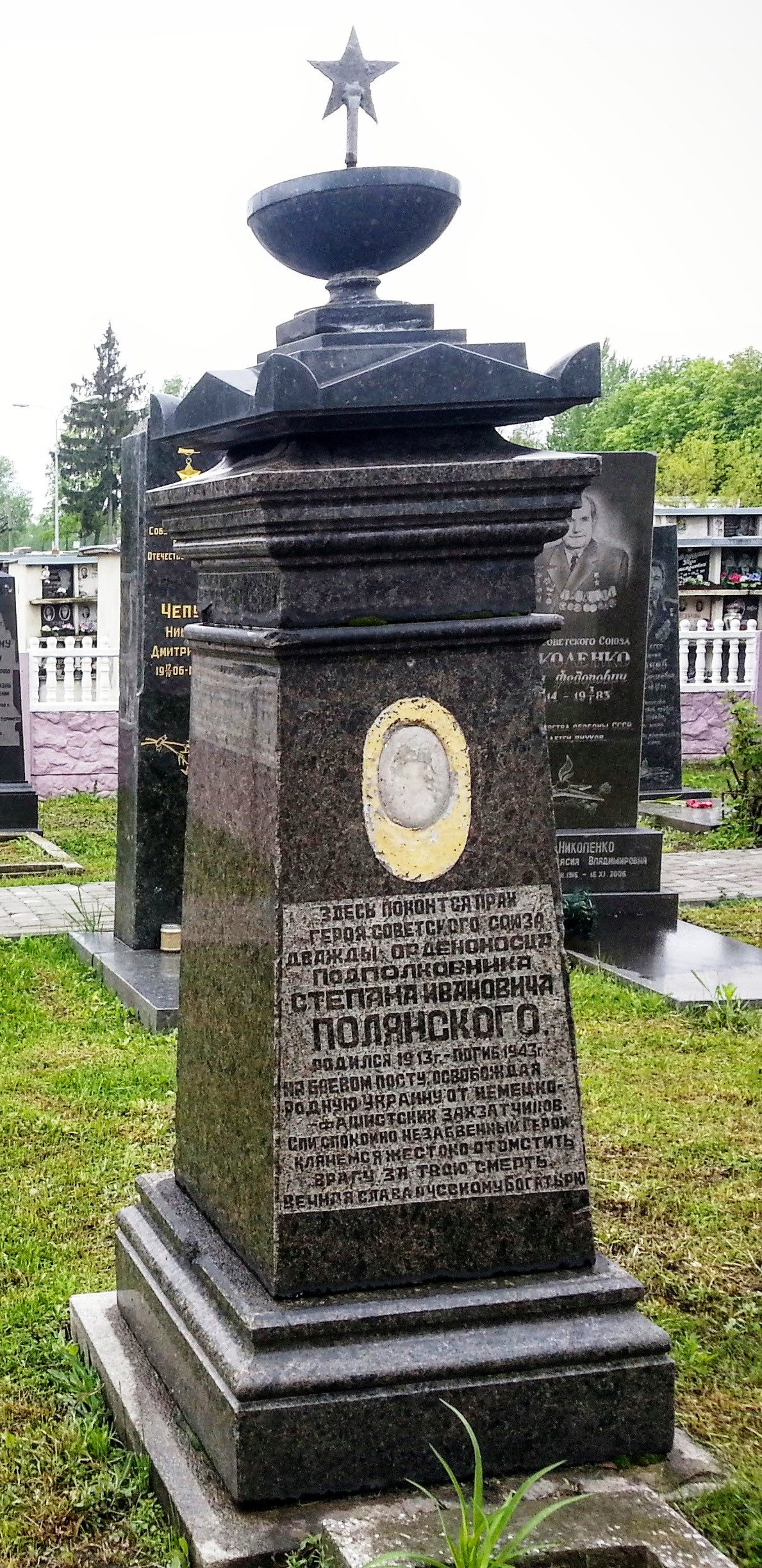
Надгробок на могилі Полянського С.І. на Алеї Героїв міського цвинтаря №2 у Харкові

Степан Іванович Полянський (1913—1943) — учасник Великої Вітчизняної війни, Герой Радянського Союзу (1940). В 1943 — підполковник 458-го стрілецького полку 111-ї стрілецької дивізії Степового фронту.

## Біографія
Народився 5 (18) квітня 1913 року у селі Майстрів Новоград-Волинського повіту Волинської губернії Російської імперії (нині Новоград-Волинського району Житомирської області, Україна) у селянській родині. За походженням українець.
У 1925 році закінчив 4-ий клас початкової школи, у 1933 році — курси бригадирів. Працював бригадиром рільничої бригади у рідному селі.
У 1935 році призваний до лав Червоної Армії. У 1938 році закінчив Військове училище Червоних старшин. Учасник радянсько-фінської війни 1939—1940 років, у званні лейтенанта командував першим стрілецьким батальйоном 233-го стрілецького полку, 97-ї стрілецької дивізії. Кандидат у члени ВКП(б) з 1939 року.
У 1942 році закінчив Військову академію імені М. В. Фрунзе. У боях німецько-радянської війни з 1942 року. Воював на Південно-Західному та Степовому фронтах. Був тричі поранений.
Під час звільнення Харкова Степан Іванович Полянський був важко поранений та 10 вересня 1943 року помер від отриманих ран. Похований на Алеї Героїв кладовища № 2 у Харкові.

## Нагороди
- Указом Президії Верховної Ради СРСР від 7 квітня 1940 року за мужність та відвагу, проявлені у радянсько-фінській війні лейтенанту Полянському Степану Івановичу присвоєно звання Героя Радянського Союзу з врученням ордена Леніна та медалі «Золота Зірка».
- Нагороджений двома орденами Червоного Прапора.
- Почесний громадянин міста Новоград-Волинський[1].